# Agustin Anievas
Agustin Anievas (11 de junio de 1934, Ciudad de Nueva York) es un pianista estadounidense, especializado en la obra de Frédéric Chopin, Franz Liszt y Serguéi Rajmáninov.
Anievas hizo su debut profesional mundial en 1944, siendo el primer niño que dio un recital de piano en el Palacio de Bellas Artes en Ciudad de México;  a los 18 hizo su debut de Nueva York con la Little Orchestra Society.  En 1953 apareció en el programa de la CBS "Arthur Godfrey Talent Scouts", interpretando la Polonesa en La bemol mayor "Heroica" Op. 53, de Chopin. Fue alumno de Eduard Steuermann y Adele Marcus en la Escuela Juilliard. Ganador de diversos concursos, como el Michaels Memorial Award y el Concert Artists Guild en Nueva York, que le supuso ofrecer un recital de debut en dicha ciudad en 1958. La revista Time comentó: "tiene una técnica prodigiosa y un tipo de visión musical con un profundo sentimiento y carácter rapsódico, lo que anuncia una carrera importante". Como ganador del Gran Premio de la primera Competición Internacional Mitropoulos para pianistas en 1961, inició su carrera internacional, actuando en los centros musicales de Europa, América del Sur, Asia y África del Sur, en recital y con orquestas como la London Philharmonic, New Philharmonia, Sinfónica de la BBC, varias orquestas de radios alemanas, New York Philharmonic, Hong Kong Philharmonic, Sinfónica de México, y las filarmónicas de Chicago, Los Angeles, y Bruselas. EMI mantiene un catálogo de las grabaciones de estudio y conciertos de Anievas en su sello Forte.

Posteriormente se convirtió en artista residente y profesor de música en el Conservatorio del Brooklyn College de la Universidad de Nueva York, Aunque se retira en 1999, posteriormente vuelve a los escenarios y los estudios de grabación.
1. ↑  International Who's Who in Classical Music 2003; note that some sources give his date of birth as 6 November 1934.
2. ↑  «Arthur Godfrey's Talent Scouts, CBS Television, January 1953». Archivado desde el original el 2 de enero de 2018. Consultado el 18 de julio de 2020.
3. ↑  Agustin Anievas, 1968 touring Southern Africa

- Entrevista de David Dubal a Agustin Anievas en YouTube., WNCN-FM, 28 de mayo de 1982
- Carol y Agustin Anievas interpretan el 2º movimiento del Concierto de Piano nº 2 de Chopin en arreglo para dos pianos. en YouTube., WNCN-FM, 28 de mayo de 1982

- Datos: Q4005368